# Falsomesosella nilghirica
Falsomesosella nilghirica là một loài bọ cánh cứng trong họ Cerambycidae.